# Oilar
Oilar (on peut trouver aussi le nom d'Ollaar) signifie « coq » en basque. Il n'est pas rare de rencontrer le coq dans les légendes basques. Son chant annonce la fuite des génies comme les lamiñak (voir la légende du pont de Licq-Athérey ci-dessous par exemple). Parfois l'esprit malin ("Gaiskiñe" en basque) revêt l'aspect de cet animal. Si quelqu'un souffre d'une maladie mystérieuse il faut examiner les plumes de son oreiller ou du traversin. Si on trouve un amas qui épouse la forme d'un coq entier, on considère que la maladie est incurable. Si la tête n'est pas formée, il faut porter les plumes à une croisée de chemins et les y brûler : alors la maladie sera guéri.

## Étymologie
Oilar signifie « coq » en basque. On y ajoute le suffixe a pour désigner l'article : oilara se traduit donc par « le coq ». Si l'on ajoute le suffixe k qui désigne le pluriel, cela donnera oilarak (les coqs).